# Piła (województwo łódzkie)
Piła – wieś w Polsce położona w województwie łódzkim, w powiecie poddębickim, w gminie Zadzim.
Wieś wchodzi w skład sołectwa Skęczno.
W latach 1975–1998 miejscowość administracyjnie należała do województwa sieradzkiego.